# Rau má Brazil
Rau má Brazil hay còn gọi rau má nước (danh pháp Hydrocotyle leucocephala) là một loài thực vật có hoa trong Họ Cuồng. Loài này được Cham. & Schltdl. mô tả khoa học đầu tiên năm 1826.

## Phân bố
Rau má Brazil mọc rất nhiều ở những vùng ẩm ướt khắp Trung và Nam Mĩ.

## Đặc điểm
Rau má Brazil có lá mọc xen kẽ với nhau dọc theo thân chính, chiều cao 8–15 cm, độ rộng lá 6–10 cm
Cây thích nghi với môi trường pH 5-7, ánh sáng trung bình, nhiệt độ 18-26 °C, dinh dưỡng trung bình nên là một loài thực vật thủy sinh rất dễ tính gần như thích nghi với mọi môi trường thủy sinh. Cây có tốc độ sinh trưởng nhanh, khi trồng trong bể chúng sẽ tìm cách bò lên mặt nước và phủ kín mặt nước. Càng lên gần mặt nước lá càng to ra.

## Sử dụng

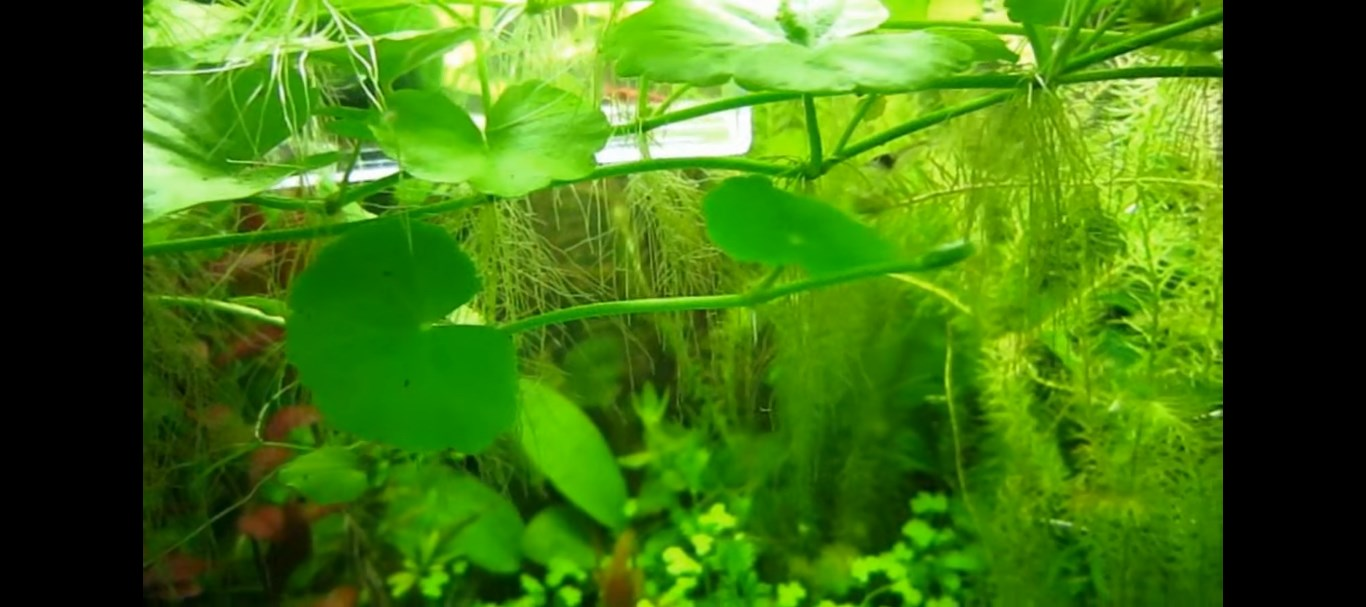
Hydrocotyle Leucocephala lơ lửng trong hồ thủy sinh

Trong hồ thủy sinh, loài cây này không nhất thiết phải cắm xuống nền và có thể thả nổi chúng trên mặt nước như một loại bèo để bảo vệ cá con.

## Hình ảnh

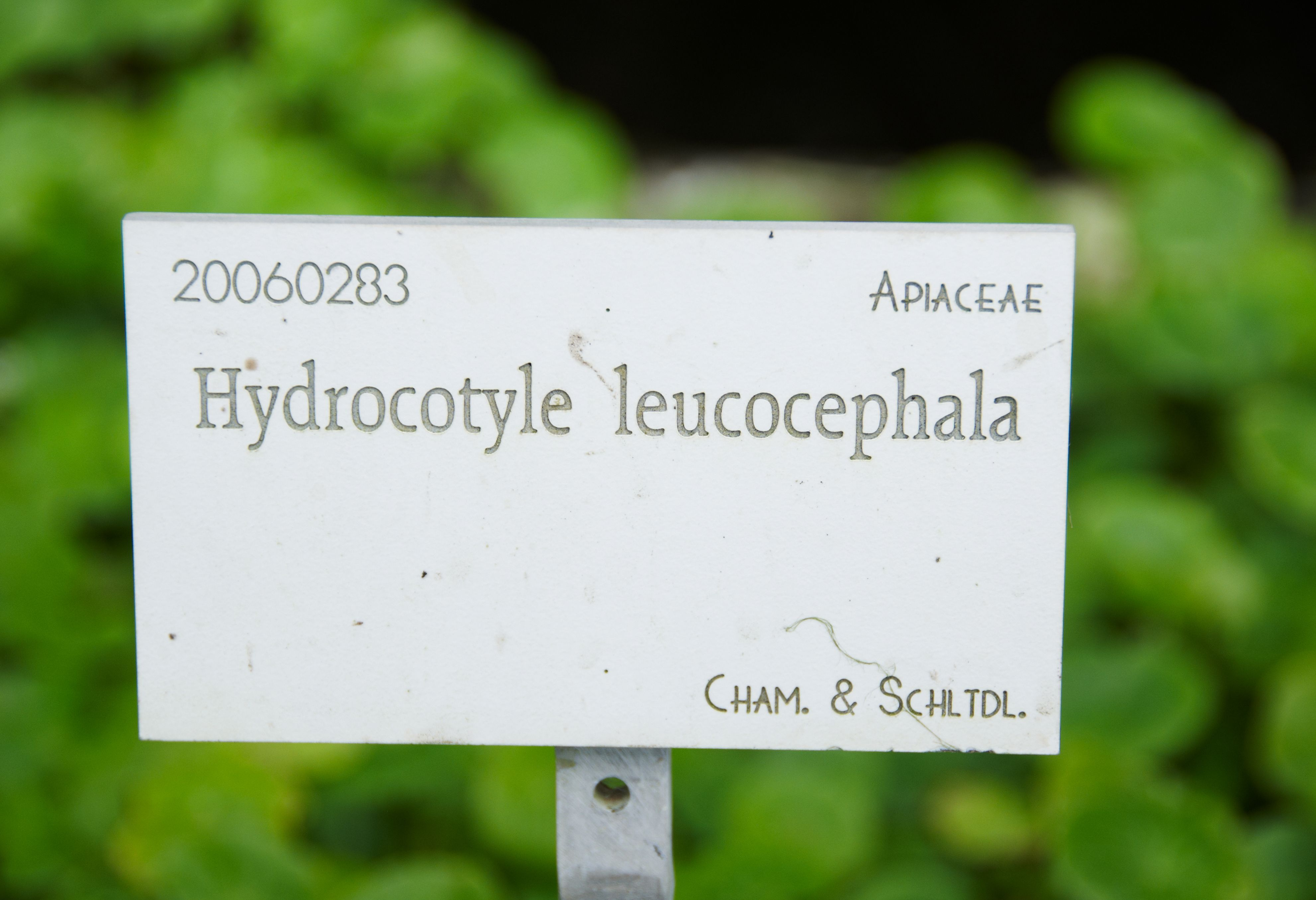
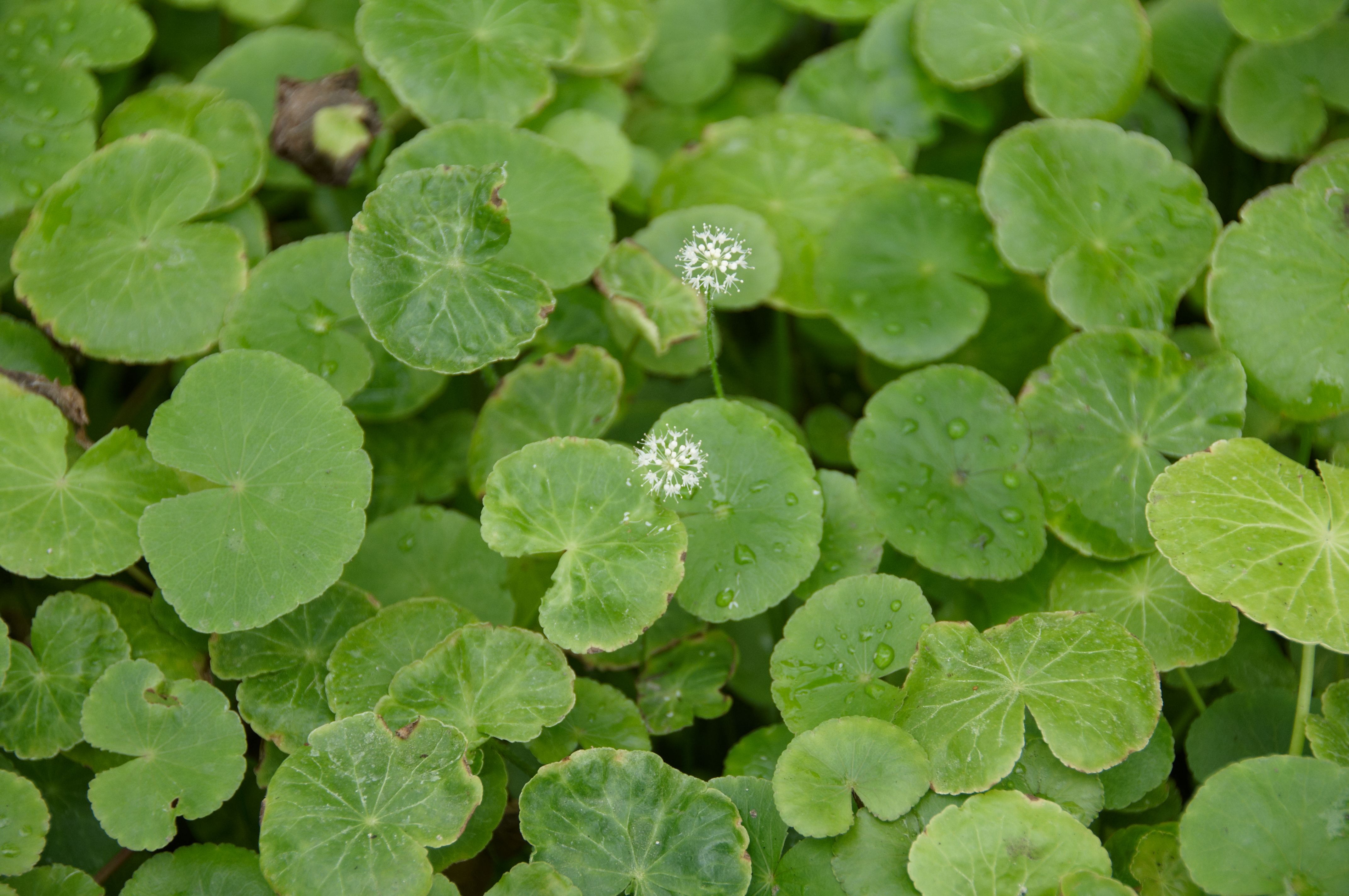